# Anna Selbdritt (Aichach)

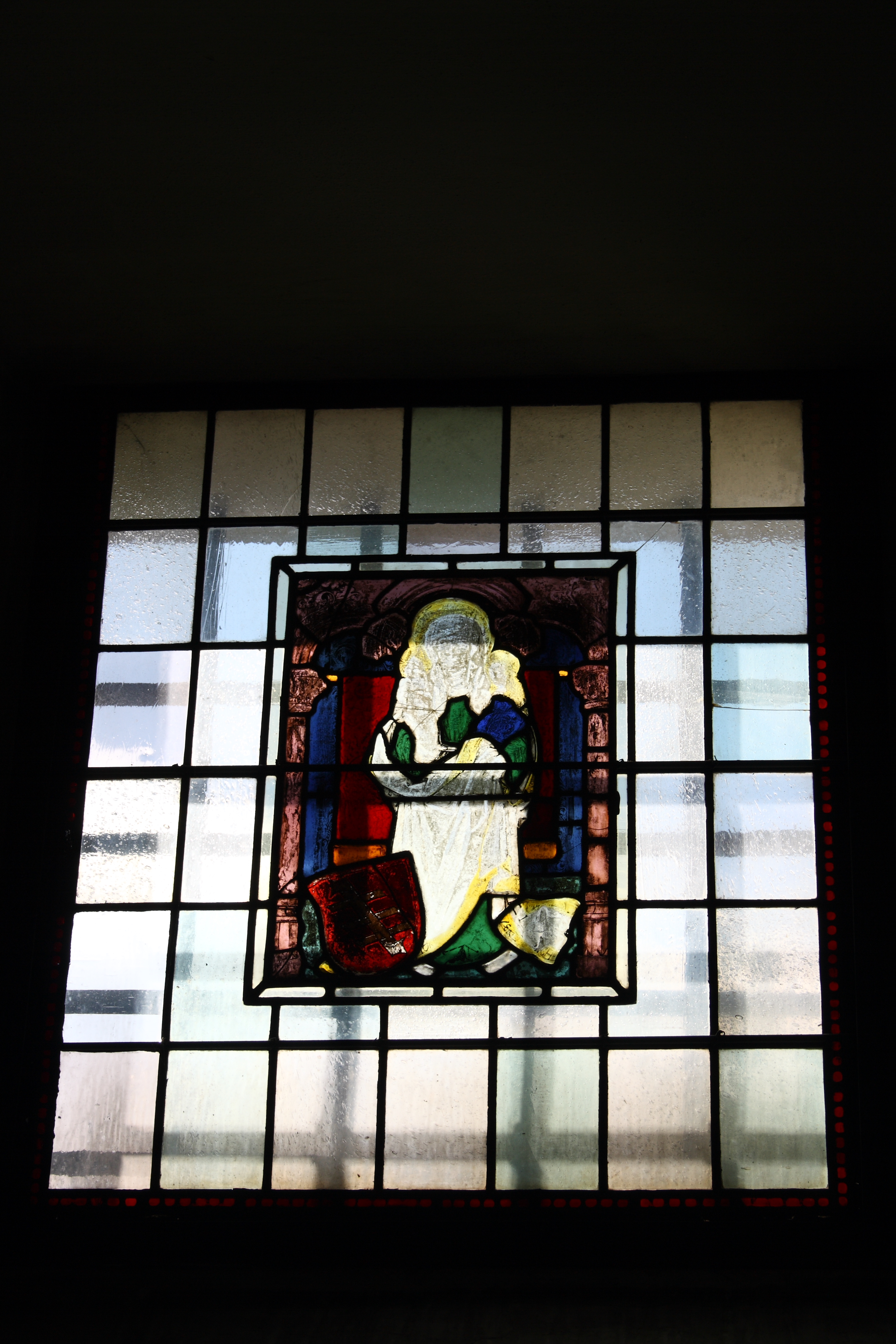
Darstellung Anna Selbdritt in Aichach

Das Fenster mit der Darstellung der Anna Selbdritt in der katholischen Pfarrkirche Mariä Himmelfahrt in Aichach, der Kreisstadt des Landkreises Aichach-Friedberg in Bayern, wurde Anfang des 16. Jahrhunderts geschaffen. Das Bleiglasfenster Anna Selbdritt ist ein geschütztes Baudenkmal.
Die 49 cm hohe und 36 cm breite Scheibe (ohne die modernen Randstreifen) ist der untere Teil eines Lanzettfensters an der Westfassade, das durch den Einbau der Empore im mittleren Bereich zugemauert wurde. Sie ist in eine einfache Rechteckverglasung eingesetzt worden und von einem farblosen Randstreifen eingefasst. 
Die Inschrift auf dem goldenen Mantelsaum der heiligen Anna ist weitgehend ausgelöscht. Ende des 19. Jahrhunderts war nach älteren Beschreibungen noch folgender Bittspruch in spätgotischen Buchstaben zu lesen: „O HAILIG FRA ST. ANNA VERLAS MICH NIT“. Auf dem Heiligenschein Marias, die von Anna auf dem linken Arm getragen wird, ist die Inschrift „MARIA BIT“ zu erkennen.
Daniel Parello schreibt: „Die Hl. Anna steht frontal vor einem roten Ehrenteppich mit gelborangen Fransen, der zwischen den beiden Säulen eingehängt ist. Auf ihrem linken Arm sitzt Maria als Mädchen mit langem, offen getragenem Haar. Die andere Hand hält das stehende nackte Jesuskind... Anna trägt ein Kleid in kräftiger dunkelgrüner Farbe und einen weißen, goldgesäumten Mantel, dessen eines Ende sie mit der Linken rafft“ (S. 287). 
Links unten ist ein Wappen auf rotem Schild mit einem schrägrechts gestelltem silbernen Steigbaum mit drei Sprossen zu sehen. Die violette Architektur des Rahmens besteht aus Säulen auf polygonalen Sockeln. Diese tragen einen dreiteiligen und mit Blattwerk geschmückten Segmentbogen aus sich kreuzenden Stabprofilen.